# Fritsla kyrka
Fritsla kyrka ligger i samhället Fritsla i nordöstra delen av Marks kommun. Den tillhör sedan 2024 Kinna-Fritsla församling (före 2010 Fritsla församling) i Göteborgs stift.

## Historia
Föregående kyrka låg på annan plats och var en träkyrka byggd 1618, som hade takmålningar utförda av Sven Wernberg. Den var tornförsedd och hade en spånklädd stomme av plank. Den föregicks i sin tur av en medeltida träkyrka, från vilken en dopfuntcuppa och ett rökelsekar är bevarade.

## Kyrkobyggnaden
Nuvarande stenkyrka uppfördes 1848-1849 av byggmästaren Per Pettersson från Sandhults socken efter ritningar av arkitekt Abraham Pettersson och invigdes 1851 av biskop Anders Bruhn. Kyrkan består av rektangulärt långhus med ett något smalare halvrunt kor i öster. Vid västra kortsidan finns kyrktornet som kröns av en öppen lanternin. Huvudingången finns i tornets bottenvåning och ytterligare ingångar finns mitt på långhusets nord- och sydsida. Sakristian är inrymd bakom altaret. Kyrkans ytterväggar och innerväggar är vitputsade och har stora rundbågiga fönster. Långhuset har ett tegeltäckt sadeltak.
Vid en stor renovering 1949, som betalades med donationsmedel, byttes bänkarna ut, interiören målades om och sakristian utvidgades. Vid nästa renovering 1973 tillkom utrymmen under läktaren. Rummet till vänster är ett andaktsrum, kallat "brudkammaren", med altare och där finns numera 1700-talsmålningarna från den gamla kyrkans läktarbröstning. På höger sida finns ett allmänt församlingsrum.   

## Inventarier

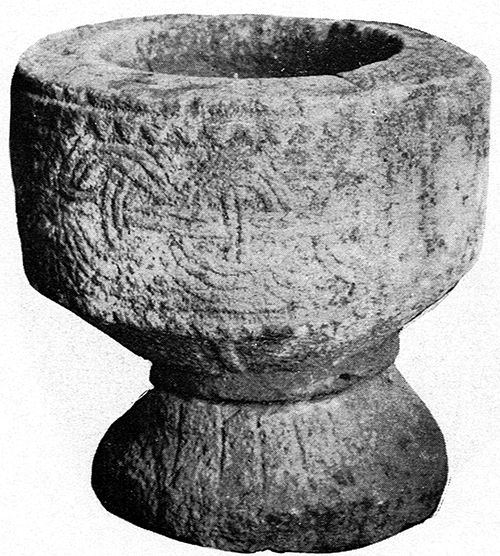
Dopfunten

- Dopfunt av sandsten tillverkad under senare delen av 1100-talet eller början av 1200-talet i två delar. Höjd: 85 cm. Den tillhör en grupp funtar i södra Västergötland med förenklade ringkedjor. Cuppan är cylindrisk och har en skrånande undersida som avslutas med en vulst. På randen finns halvkretsar och växtornament. På livet spetsflikkragar som inte är helt färdighuggna och däremellan finns en ringkedjefris, på ett ställe avbruten av ett dubbelt kors. Foten är rund och skivformad med skrånande, något konkav översida. Det finns ett påbörjat centralt uttömningshål. Omfattande skador genom vittring och bortfallna stycken.[2]
- Predikstolen är tillverkad 1849 av Johannes Andersson i Mjöbäck. Korg och ljudtak har rund form.
- Altaruppsatsen är tillverkad 1849 av Johannes Andersson i Mjöbäck. Uppsatsen består av tempelgavel som bärs upp av två kolonner.
- Altartavlan är målad 1929 av Albert Eldh. Motivet är Jesus som korsfäst. Till höger står lärjungen Johannes och till vänster står Jesu mor Maria. Tidigare altarprydnad var ett kors med svepeduk och törnekrona som numera finns vid södra korväggen.
- Läktarbröstningen är bemålad av Sven Wernberg på 1730-talet och avbildar Jesus och apostlarna. Han hade även dekorerat taket i den gamla kyrkan, men de målningarna är borta.

### Klockor
- Storklockan är av en senmedeltida normaltyp och saknar inskrifter.[3]
- Lillklockan är omgjuten i Skara 1768 och har inskiptionen: "Kom syndare kom, sök nåden i tiden vänd om, gå till det huset, där andan med ljuset gör syndaren from."

### Orgel
- Nuvarande orgel med 22 stämmor är tillverkad 1994 av Mårtenssons orgelfabrik.